# Fabio Raimondo
Carmine Fabio Raimondo (Milano, 9 novembre 1978) è un politico italiano, deputato nella XIX legislatura.

## Biografia
Dopo aver conseguito la maturità scientifica, si è laureato in Giurisprudenza presso l'Università Cattolica del Sacro Cuore di Milano. Esercita la professione di avvocato presso lo studio legale che ha fondato a Cesano Boscone. È iscritto all'Albo dell'Ordine degli Avvocati di Milano e ha ottenuto l'abilitazione al patrocinio dinanzi alla Corte Suprema di Cassazione e alle altre giurisdizioni superiori. È stato consigliere di amministrazione di Fiera Milano Congressi S.p.A e ha ricoperto i ruoli di assessore comunale a Melegnano e Corsico, nonché di consigliere comunale a Cesano Boscone. Attualmente è deputato della Repubblica italiana. È sposato e ha tre figli.

## Attività politica
Ha iniziato la sua carriera politica fin da giovane, aderendo al Fronte della Gioventù e poi ad Azione Giovani, rappresentando gli studenti nel Consiglio di Istituto del Liceo G.B. Vico a Corsico. Durante gli anni universitari è stato a capo di Azione Universitaria, il movimento giovanile di Alleanza Nazionale negli Atenei milanesi. In seguito, ha guidato i giovani di Alleanza Nazionale in provincia di Milano ricoprendo il ruolo di presidente provinciale di Azione Giovani e poi, con la creazione del Popolo della Libertà, della Giovane Italia. Raimondo ha aderito fin da subito a Fratelli d'Italia. Dal 2007 al 2017 ha ricoperto il ruolo di Assessore ai Servizi Sociali e alla Sicurezza del Comune di Melegnano, dal 2017 al 2019 è stato assessore ai Servizi Sociali e alla Pubblica Istruzione del Comune di Corsico e dal 2014 è consigliere comunale a Cesano Boscone. Nelle elezioni politiche del 2022 è stato candidato alla Camera dei deputati nel collegio uninominale Lombardia 4 - 02 (Lodi) per la coalizione di centrodestra in quota Fratelli d'Italia, ed è stato eletto con il 53,95% dei voti, battendo Paolo Costanzo del centrosinistra (25,12%) e Valentina Barzotti del Movimento 5 Stelle (8,45%). Raimondo è stato coordinatore di Fratelli d'Italia in provincia di Milano e commissario del partito a Vigevano in occasione delle elezioni amministrative del 2020. Dal novembre 2021 a gennaio 2023 è stato è commissario provinciale di Fratelli d'Italia a Lodi. Attualmente è viceportavoce regionale di Fratelli d'Italia in Lombardia e membro della direzione nazionale del movimento.